# Giuseppe Callegari
Giuseppe Callegari (4 de novembro de 1841 - 14 de abril de 1906) foi um cardeal italiano da Igreja Católica Romana que serviu como bispo de Pádua de 1882 até sua morte e foi elevado ao cardeal em 1903.

## Biografia
Giuseppe Callegari nasceu em Veneza e recebeu o Sacramento da Confirmação em 23 de novembro de 1851. Ele estudou no Seminário Patriarcal de Veneza , recebendo a tonsura clerical em 18 de dezembro de 1858, e o diaconado em 19 de dezembro de 1863. Callegari foi ordenado ao sacerdócio em 26 de março de 1864, e depois serviu como professor dos cursos do ensino médio e da teologia moral (1865–1873) no seminário patriarcal. Ele também fez trabalho pastoral em Veneza de 1865 a 1880 e foi nomeado conselheiro de seu tribunal eclesiástico.em 1878 e depois seu examinador pro synodal . Um escritor colaborador de Il Veneto Cattolico , ele se tornou um amigo muito próximo de Giuseppe Sarto , o futuro Papa São Pio X.
Em 28 de fevereiro de 1880, Callegari foi nomeado bispo de Treviso pelo Papa Leão XIII , que concedeu-lhe uma dispensa por não ter um diploma . Ele recebeu sua consagração episcopal no dia 11 de março seguinte do Patriarca Domenico Agostini , com os Bispos Giovanni Berengo e Giuseppe Apollonio servindo como co-consagradores , na Basílica de São Marcos . Ele recebeu o título de Assistente no Trono Pontifício em 24 de agosto de 1882 e nomeou Bispo de Pádua em 25 de setembro do mesmo ano, enquanto mantinha a administração.de Treviso até a nomeação de seu sucessor.
Em 1892, Callegari recebeu o patriarcado de Veneza, mas recusou, recomendando o bispo Giuseppe Sarto. Ele também serviu como presidente da Società Scientifica dei Cattolici Italiani . Sarto, tendo sido eleito Papa em 4 de agosto de 1903, criou o cardeal Callegari Sacerdote de Santa Maria em Cosmedin em seu primeiro consistório , no dia 9 de novembro seguinte.
O cardeal morreu em Pádua , aos 64 anos. Ele está enterrado no santuário de Arcella .